# Dicranomyia (Dicranomyia) submidas
Dicranomyia (Dicranomyia) submidas is een tweevleugelige uit de familie steltmuggen (Limoniidae). De soort komt voor in het Afrotropisch gebied.